# 小厂乡 (遵化市)
小厂乡，是中华人民共和国河北省唐山市遵化市下辖的一个乡镇级行政单位。

## 行政区划
小厂乡下辖以下地区：
小厂村、高家峪村、庄客村、杏峪村、松棚营村、毛山沟村、吴家沟村、三里店村、粳子峪村、陡岭子村、强庄子村、沙岭子村、房家峪村、秋花峪村、小于沟村、柴户场村、头道城子村、三道沟村、尤山口村、野鸡峪村、洪山口村、南城子村和寨主沟村。